# King’s Own Royal Regiment (Lancaster)

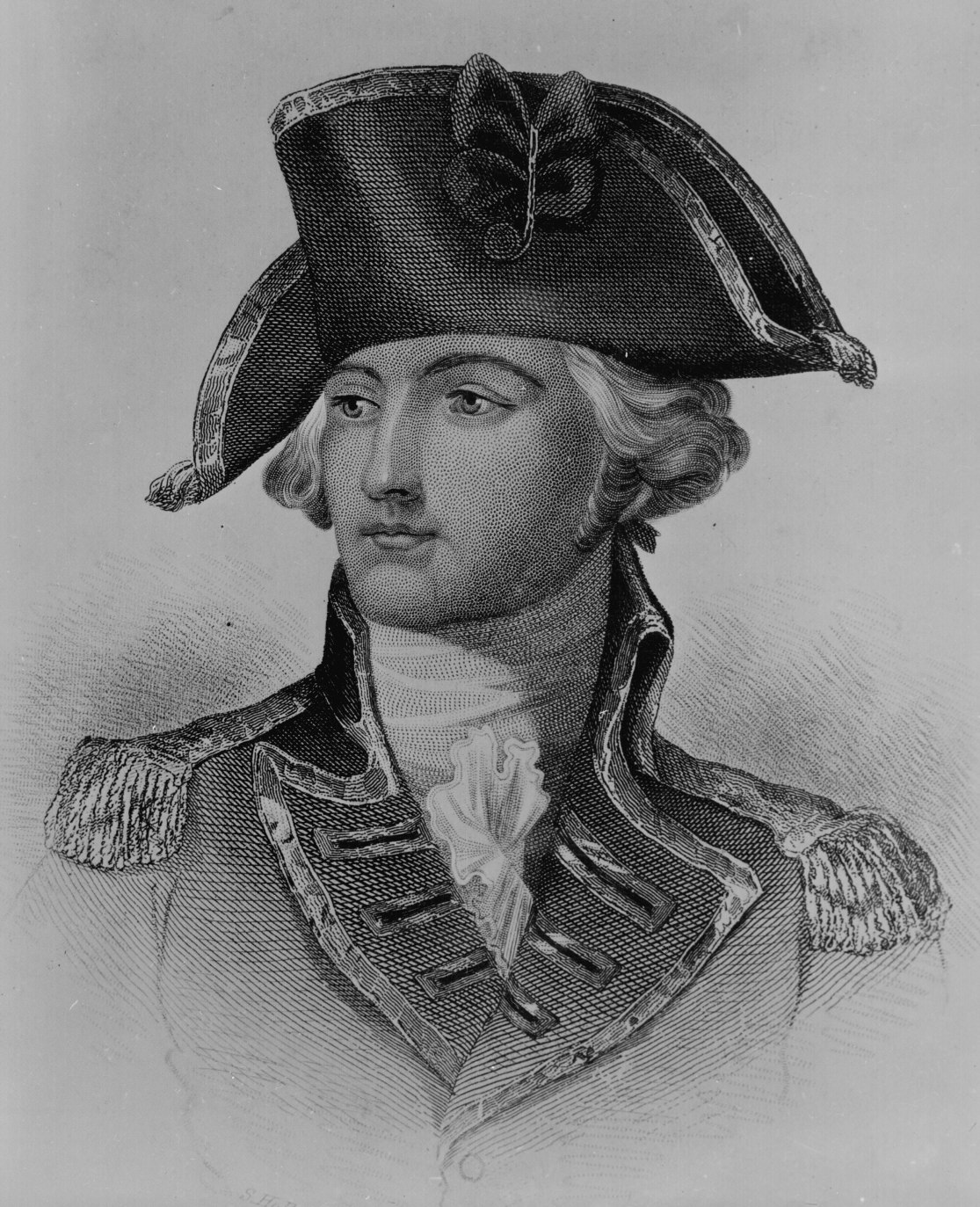
John Burgoyne

King’s Own Royal Regiment (Lancaster) – brytyjski pułk piechoty liniowej utworzony w 1680  jako pułk piechoty hrabiego Plymouth lub 2 pułk tangierski.
Pułk brał udział w oblężeniu Namur w 1695  oraz w zdobyciu Gibraltaru w latach 1704–1705. Od 1755, gdy wprowadzono numeracje pułków roku znany jako 4 pułk piechoty.
Brał udział w walkach na Gwadelupie w 1759  i na St. Lucii w 1778. Podczas wojen napoleońskich pułk walczył w Hiszpanii i Portugalii. W latach 1832–1837 stacjonował w Australii. Brał udział w wojnie krymskiej i wojnach burskich. Podczas I wojny światowej walczył we Francji, Grecji, Turcji i Mezopotamii. Podczas II wojny światowej brał udział w walkach na froncie zachodnim, na Bliskim Wschodzie, Afryce Północnej, na froncie włoskim oraz w Birmie. Pułk został rozwiązany w 1959.
W skład pułku wchodził 1 batalion. Pułk nazwano „Barrell's Blues” lub „The Lions”. Jego marszami były Corn Riggs are Bonnie (szybki) oraz And Shall Trelawny Die? (wolny).

## Pułkownicy
- 1680: pułkownik Charles FitzCharles, 1. hrabia Plymouth
- 1680: generał-porucznik Percy Kirke
- 1682: pułkownik Charles Trelawny
- 1688: pułkownik Charles Orby
- 1688: generał-major Charles Trelawny
- 1692: generał-brygadier Henry Trelawny
- 1702: generał-porucznik William Seymour
- 1717: generał-brygadier Henry Berkeley
- 1719: generał Charles Cadogan, 2. baron Cadogan
- 1734: generał-porucznik William Barrell
- 1749: generał-porucznik Robert Rich
- 1756: generał-porucznik Alexander Duroure
- 1765: pułkownik Robert Brudenell
- 1768: F.M. Studholme Hodgson
- 1782: generał-porucznik John Burgoyne
- 1792: generał George Morrison
- 1799: generał John Pitt, 2. hrabia Chatham
- 1835: generał John Hodgson
- 1846: generał Thomas Bradford
- 1853: generał John Bell
- 1876: generał Studholme John Hodgson
- 1890: generał William Sankey
- 1892: generał-porucznik William Wilby
- 1894: generał William Gordon Cameron
- 1913: generał Archibald Hunter
- 1926: generał-porucznik Oswald Cuthbert Borrett
- 1945: generał-major Russell Mortimer Luckock
- 1947: brygadier John Herbert Hardy
- 1957: generał-major Richard Neville Anderson